# Cantores Minores

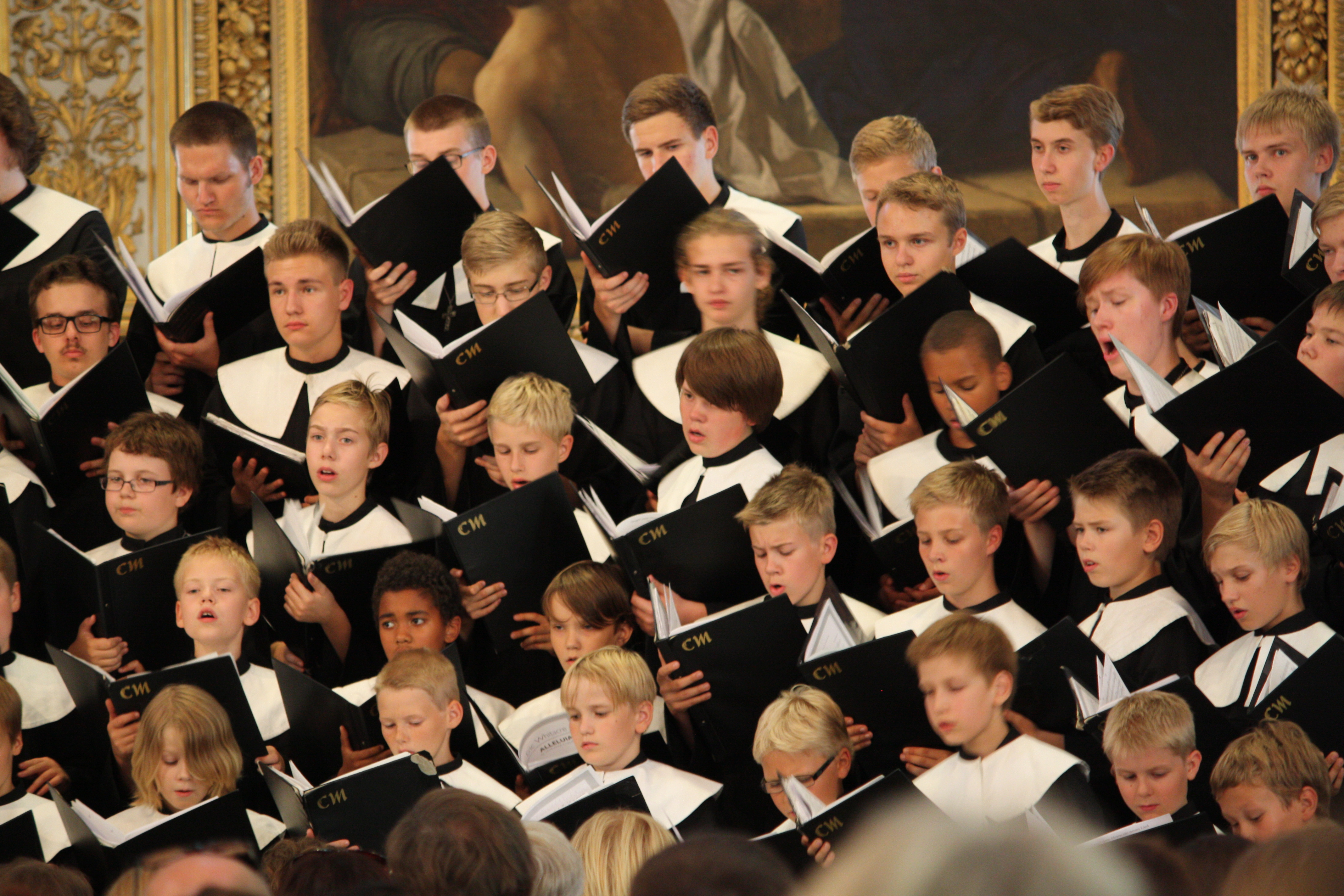
Cantores Minores in 2013

Cantores Minores is een Fins jongenskoor van de Domkerk van Helsinki in Helsinki, Finland. Het koor is het oudste en meest succesvolle jongenskoor van Finland. Het koor werd gesticht in 1952 door Ruth-Ester Hillilä en Tarmo Nuotio. 
Er zingen en studeren ongeveer driehonderd 4 tot 25-jarige jongens en jonge mannen in het koor. De president van Finland is beschermheer van het koor. Het repertoire van het koor omvat muziek uit middeleeuwen tot onze dagen, maar vooral muziek van Johann Sebastian Bach – zijn passies (Matthäus-Passion, Johannes-Passion), oratoria (Weihnachtsoratorium) en cantates. Het koor zingt ook requiems van verscheidene componisten (bijvoorbeeld Mozart en Brahms). Sinds 2005 is de directeur van het koor Hannu Norjanen, die zelf in het koor zong toen hij jong was.